# Команчи
Команчи (енгл. Comanche) је племе америчких Индијанаца које је до 19. века насељавало јужне прерије западног Тексаса. Данас живе у резерватима у Оклахоми, заједно с племенима Кајова и Кајова Апачи (Преријски Апачи). Команчи по језику припадају породици јуто-астечких језика, тачније грани изворних Шошона (Централни Нумик).

## Име
Команчи сами себе називају Не'ме не, нимен или Нума, што значи „људи“. Разна племена су их различито називала, обично именом који означава непријатеља, тако су их Навахо Индијанци звали На лани у преводу „бројни странци“ или „бројни непријатељи“, али они су тако називали и сва остала преријска племена. Досељавањем на јужне прерије они су за Навахое били страни народ и нипошто пријатељски. Племе Вичита називало их је На'таа, у значењу „змије“ или „непријатељи"; име Нар-а-тах, код Вакхо Индијанаца и На'нита код племена Кичаи. Змија је код готово свих северноамеричких племена уобичајени назив за непријатеља. Сви ови називи настали су још док Команчи нису ушли у савез са Апачима и Кајовама. Кајове су их такође називали „змијским људима“ или Гиаи'-ко, што значи буквално 'непријатељ'. Најјужније племе које је с њима, чини се због имена, имало посла, били су Комекрудо Индијанци који су њих али и остала ратоборна племена називали Селакампом. Значење није познато, али се вероватно не разликује много од горе наведених. Племе Арапахо за њих је имало много лепше име „они са много коња“ ( Ца'-тха). Команчи су са севера Вајоминга и Небраске, одвојивши се од Винд Ривера (Источних Шошона), продрли на коњима на јужне прерије, где су заслужили назив „Господари Јужних Равница“ који и данас стоји записан на њиховој племенској застави.
Само име Команчи, вероватно је из језика мирољубивих (Хопи Индијанаца) што би у преводу било: „увојак скалпа“.

## Племена
Шошони су током 18. тог и 19. тог века били су подељени по културно сродним али политички независним племенима, од којих се свако састојало од проширених породичних јединица. Команчи 18. века састојали су се од 3 главне гране, то су: Иампарика или „они који једу корење“, Јупе и Котсотека или „они који једу бизоне“. Негде средином 19. века појавила су се нова племена, због њихове агресивности слабо познате, то су: Тенева, Пенатека, Нокон и Квахада. Касније се ипак спомиње 12 признатих племена од који је данас пет практично изумрло.

## Кратка историја
Преци Команча су у 17. веку становали у подручју Јелоустон. У сваком случају, сигурно је да су се у то време одвојили од племена Шошона. Као власнике великих стада коња помињу се још 1705. у Новом Мексику, где међу првима постају познати као типично преријско племе. Продором у Тексас, они отуда протерују Апаче, и 1790. и 1840. улазе у формалну алијансу са Кајова и Шајен Индијанцима.
У каснија времена Команчи учествују у потписивању више уговора са Сједињеним Државама. Према тим споразумима требало је 1865. да добију школе, куће и остало. Споразумом уједно улазе у конфедерацију са племенима Кајова и Кајова Апачи. Овај савез остаје на снази до 1963, када су Команчи иступили из савеза и основали своју властиту политичку организацију. У том међувремену, између 1901. и 1906. Кајова-Команчи-Апачи резерват се укида и земља се дели појединцима, а вишак земље отворен је за насељавање белаца. Последица је да су Команчи остали окружени белим не-индијанским становништвом. Бивши ратници, од тада постају активни у англо-америчкој економији. Племе има приходе из више независних ресурса, као што су лутрија и игре на срећу. Заједно са Кајова Апачима (Преријским Апачима) поседују и аква парк.
Команчи су узели учешћа у Првом и Другом светском рату у оквиру 45. „птичје“ дивизије, где су се служили команчи језиком у коришћењу радио-везама, што је немачким и корејским преводиоцима и дешифрантима било немогуће превести.

## Живот и обичаји
Команчи су типично преријско племе које је живело од лова. Зими су живели од лова на јелена, лоса, антилопу и другу мању дивљач. Доласком пролећа дошли би и бизони па су одлазили у прерију, пратећи крда, и постављали своја села у традиционалне кружне облике. Од бизона су добијали одећу, обућу и оруђе. Месо бизона био је основ за израду пемицана, који се на нарочит начин уз неке биљне додатке (ораси) конзервирао и чувао у кожним врећицама. Уз месо пемицан је садржавао и коштану срж и масноће. Својим квалитетним пемицана Команчи су трговали с другим племенима, у замену за дуван, мед и друго. У лову на бизоне радије су користили копља дуга и до 4 m (13 ft), него стреле. Мушкарци су носили кожне кецеље и кошуље, а жене кожне кошуље и дуге декорисане хаљине. Зими би уз ову одећу на себе облачили и кожне ногавице и крзнене огртаче. Њихове мокасине имале су ђонове од жилаве бизонове коже, и премазивали су их мастима како би постале непромочиве. Животни стил Команча је обележен ловом, ратом и великом љубави према женама. Жена је код њих везана уз кување, чишћење, сакупљање и бригом о деци, коју увек вуку на себи док су мала. Како деца расту тако старије особе све више брину о њима, и подучавају их властитим искуством. У својој старости они свакако на тај начин стичу пријатеље који ће им затребати.
Команчи су религиозан народ, али немају много церемонија током године. Визија је најважнија ствар у њиховом животу, они је зову 'пуха'. Пуха је заштитник који се јавља изазвана нарочитим припремама код младих дечака. Она ће чувати њега, породицу и његово оружје. Код људи који поседују изразито јаке пухе и науче тајна знања из медицине, те упознају биље тада они могу постати врачеви, то јест шамани.